# Кінне (Одеський район)
Кі́нне — село Визирської сільської громади в Одеському районі Одеської області. Населення становить 127 осіб.

## Населення
Згідно з переписом УРСР 1989 року чисельність наявного населення села становила 111 осіб, з яких 56 чоловіків та 55 жінок.
За переписом населення України 2001 року в селі мешкало 127 осіб.

### Мова
Розподіл населення за рідною мовою за даними перепису 2001 року:
| Мова       | Відсоток |
| ---------- | -------- |
| українська | 92,13 %  |
| російська  | 6,30 %   |
| болгарська | 0,79 %   |
| молдовська | 0,79 %   |